# Unterseeboot 304
Le Unterseeboot 304 (ou U-304) est un sous-marin allemand (U-Boot) de type VII.C utilisé par la Kriegsmarine (marine de guerre allemande) pendant la Seconde Guerre mondiale.

## Construction
L'U-304 est un sous-marin océanique de type VII C. Construit dans les chantiers de Flender Werke AG à Lübeck, la quille du U-304 est posée le 26 juin 1941 et il est lancé le 13 juin 1942. L'U-304 entre en service deux mois plus tard.

## Historique
Mis en service le 5 août 1942, l'Unterseeboot 304 reçoit sa formation de base à Danzig en Pologne au sein de la 8. Unterseebootsflottille jusqu'au 31 mars 1943, puis l'U-304 intègre sa formation de combat à Brest en France avec la 1. Unterseebootsflottille, base qu'il n'atteindra jamais.
Pour sa première patrouille, il quitte Kiel le 27 avril 1943 sous les ordres de l'Oberleutnant zur See Heinz Koch. Après 32 jours en mer, l'U-304 est coulé le 28 mai 1943 dans l'Atlantique Nord au sud-est de Cap Farvel au Groenland à la position géographique de 54° 50′ N, 37° 20′ O par des charges de profondeur lancées d'un bombardier Consolidated B-24 Liberator britannique (Squadron 120/E). Les 46 membres d'équipage meurent dans cette attaque.

## Affectations successives
- 8. Unterseebootsflottille à Danzig du 5 août 1942 au 31 mars 1943 (entrainement)
- 1. Unterseebootsflottille à Brest du 1er avril au 28 mai 1943 (service actif)

## Commandement
- Oberleutnant zur See Heinz Koch du 5 août 1942 au 28 mai 1943

## Patrouilles
|       | Commandant       | Départ        | Départ | Arrivée     | Arrivée | Jours    | Succès |
| ----- | ---------------- | ------------- | ------ | ----------- | ------- | -------- | ------ |
| 1     | Oblt. Heinz Koch | 27 avril 1943 | Kiel   | 28 mai 1943 | Coulé   | 32 jours |        |
| Total | Total            | Total         | Total  | Total       | Total   | 32 jours | 0 t    |

Note : Oblt. = Oberleutnant zur See

### Opérations Wolfpack
L'U-304 a opéré avec les Wolfpacks (meute de loups) durant sa carrière opérationnelle.
1. Sans nom (7 mai 1943 - 10 mai 1943)
2. Isar (10 mai 1943 - 15 mai 1943)
3. Donau 1 (15 mai 1943 - 26 mai 1943)

## Navires coulés
L'Unterseeboot 304 n'a ni coulé, ni endommagé de navire ennemi au cours de l'unique patrouille (32 jours en mer) qu'il effectua.

### Source et bibliographie
- (en) Cet article est partiellement ou en totalité issu de l’article de Wikipédia en anglais intitulé « German submarine U-304 » (voir la liste des auteurs).
- Chris Bishop, historien militaire (trad. de l'anglais par Christian Muguet), Les sous-marins de la Kriegsmarine : 1939-1945 : le guide d'identification des sous-marins [« The spellmount submarine identification guide : Kriegsmarine U-boats 1939-1945 »], Paris, Éd. de Lodi, 2008, 192 p. (ISBN 978-2-84690-327-1, OCLC 470721805, BNF 41298980)